# Сергей Рахманинов
Сергей Василиевич Рахманинов (на руски: Сергей Васильевич Рахманинов) е руски композитор, пианист и диригент. Рахманинов принадлежи към плеядата на големите композитори в класическата и в частност на руската музика в периода ΧΙΧ – ΧΧ век. Той е продължител на традицията на Могъщата петорка и на симфониите на Чайковски, от когото е силно повлиян, и е сочен като последния велик представител на късния руски романтизъм.

## Биография
Сергей Василиевич Рахманинов е роден на 20 март (стар стил, 1 април) 1873 година в имението Онег, Новгородска губерния, Русия.
Проявява интерес към музиката едва на четиригодишна възраст, започва да се обучава на пиано, а на девет години постъпва в клавирния отдел на Санктпетербургската консерватория. От 1888 година продължава образованието си в Московската консерватория. На 13-годишна възраст е представен на Пьотр Илич Чайковски, който по-късно има голямо участие в съдбата на младия музикант. От своя страна Рахманинов става голям привърженик на Чайковски. На 19 години завършва с голям златен медал консерваторията като пианист (в класа на своя братовчед Александър Зилоти) и като композитор (ученик на С. И. Танеев и А. С. Аренски). Започва концертно турне в Русия като пианист и концертмайстор. Също тогава се появява първата му опера – „Алеко“, като дипломна работа по произведението на Александър Пушкин „Цигани“, а също първият му клавирен концерт, редица романси, пиеси за виолончело и пиано, в това число прелюдията му в до-диез минор, която донася на композитора световна известност.
Една от особеностите на Сергей Рахманинов е необикновеното изграждане на музикалното му мислене, формирано върху детските му импровизации. Неговият чичо е бил пианист, при когото са идвали на гости да слушат музика. Малкият Сергей е казвал: „А сега ще ви изсвиря последното съчинение на Шопен“, и е свирил свои импровизации. Без да знае нотите и хармонията, той запълва музикални редове от звуци с опита на детските си игри и мислене. Именно това става негово оригинално мислене в областта на клавирната музика.
Едва на 20 години Сергей Рахманинов става преподавател по пиано в московското „Мариинско женско училище“, а на 24 – диригент на Московската руска частна опера „Сава Мамонтов“ (в продължение на един сезон). Рано придобива известност като композитор, пианист и диригент, но премиерата на първата му симфония е неуспешна, което се отразява негативно върху психиката и творческото вдъхновение на младия Рахманинов. В продължение на няколко години той не композира нова музика. Смята се, че важна роля за излизане от дълбоката депресия и творческата криза на композитора изиграва психиатърът Николай Дал, с когото той провежда сеанси и изгражда приятелство.
През 1901 година завършва втория си клавирен концерт, който става по-успешен. Скоро след това Рахманинов приема поканата да заеме диригентското място в Болшой театър. След два сезона се отправя на пътешествие в Италия (1906 г.), а след това живее три години в Дрезден, за да се посвети напълно на композирането.
През 1909 година Сергей Рахманинов прави голямо концертно турне като пианист и диригент в САЩ. Скоро след Октомврийската революция през 1917 година и изземането на собственото имение на Рахманинов, Ивановка, от ленинския режим той напуска Русия, за да не се завърне повече. „Всичко случвало се около мен ми оказва влияние, така че не мога да работя и се страхувам да не стана напълно негоден“, пише той на своя приятел и колега Александър Зилоти през 1917 г. Най-напред емигрира със семейството си в Швеция, а година по-късно в Съединените щати, където работи като известен концертен пианист. Често гастролира в американски и европейски концертни зали и се радва на признание като един от най-великите пианисти на своята епоха.
Умира на 28 март 1943 година в Бевърли Хилс, щата Калифорния, САЩ.
През 2015 г. тогавашният министър на културата на Русия, Владимир Медински, отправя искане за ексхумиране на тленните останки на Рахманинов – повече от седемдесет години след полагането му в гробището Кенсико във Валхала, Ню Йорк, за да бъде погребан в Русия. Медински твърди, че Рахманинов е мечтал да бъде погребан в Русия и заявява, че „най-великият от руските гении напоследък е представян на запад по съвсем погрешен начин“, обвинявайки САЩ в приватизиране на името на композитора, който е на 44 години, когато напуска Русия. „Да изкопаеш и преместиш тялото му би било огромно потъпкване на неприкосновеността на личния живот, която той толкова е ценял“, коментира тази претенция неговата праправнучка Сюзън София Рахманинов Волконская Уанамейкър. Тя отрича прочутият ѝ прапрадядо да е искал да бъде погребан в Русия и подчертава, че „няма разделяне на Сергей Рахманинов от Русия“, защото „музиката му е олицетворение на руския романтичен дух, въплъщение на руската душа." В интервю за BBC Сюзън Уанамейкър заявява от името на наследниците му: „Не планираме да направим нищо против желанията му, така че той ще остане там (в гробището Кенсико)“.

## Творчество
Творческото наследство на Рахманинов обхваща различни жанрове, но централно място в него заемат клавирните му произведения. От тях най-известни на широката публика са четирите концерта за пиано с оркестър, прелюдиите, етюдите-картини, музикалните моменти, сонатите и други, както и знаменитата му „Рапсодия върху тема от Паганини“, изградена върху прочутия 24-ти каприз за соло цигулка от Николо Паганини под формата на 24 свободни вариации. Освен темата на Паганини, Рахманинов преплита във вариациите и темата на средновековната секвенция Dies irae – „Ден на гнева“ от католическия реквием – която използва и в други свои произведения. Рахманинов композира и симфонична музика: три симфонии, най-известна и високо оценена от които е втората - в ми минор, оп. 27 (1907), симфонични танци, симфоничната поема „Островът на мъртвите“; както и оперна: опусите му „Алеко“, „Алчният рицар“ и „Франческа де Рамини“, наричани „малките трагедии“. Сред най-популярните му песни е посветената на Антонина Нежданова „Вокализ“ за сопран (или тенор) и пиано, която няма текст (и на която Рахманинов написва аранжименти за оркестър и за сопран и оркестър), а сред авторите на текстовете, по които композира останалите си песни за глас и пиано, са А. Н. Толстой, Пушкин, Гьоте, Шели, Юго и Чехов.
Рахманинов е възприеман като проникновен художник на руската природа. В музиката му заедно съществуват страстни, бурни пориви и упойващо поетическо съзерцание, решимост и трепетна чувствителност, мрачен трагизъм и възторжена патетичност. В нея се съчетават мелодично и многогласно-полифонично богатство, почерпено от руската народна песенност и от особеностите на знаменития ѝ разпев. Руските православни песнопения също са осезаемо вдъхновение за Рахманинов още от първите произведения, които написва, включително Симфония № 1 оп. 13 (1895). Една от отличителните черти на музикалния стил на Рахманинов е органичното съчетаване на широтата и свободата на мелодическото дишане със забързания и енергичен ритъм. Многообразното пресъздаване на колосални звучения е характерно за своеобразния му хармоничен език.
През 1931 г. музиката на Рахманинов официално е забранена в СССР като „декадентска“, а публиката бива предупредена, че „тази музика [на поемата „Камбаните“] е създадена от жесток враг на Съветска Русия – Рахманинов“.

## Списък с основните произведения
- 4 концерта за пиано с оркестър
- 3 симфонии
- 24 прелюдии
- 15 етюди-картини за пиано
- „Рапсодия върху тема от Паганини“ за пиано и оркестър в ла минор, оп. 43 (1934)
- Фантазия „Скала“ (1893)
- Симфонична поема „Островът на мъртвите“ (1909)
- „Симфонични танци“ за оркестър (1940)
- Кантата „Пролет“ (1902)
- Поема „Камбани“ за сопрано, тенор, баритон, хор и оркестър (1913)
- Опера „Алеко“ (1892)
- Опера „Алчният рицар“ (1904) (върху тема от Пушкин)
- Опера „Франческа де Римини“ (1904) (върху „Божествена комедия“ на Данте)
- „Литургия на св. Йоан Златоуст“
- „Всенощно бдение“
- 83 романса и др.
- Камерно-инструментални ансамбли (от които най-известно е „Елегично трио“, посветено на Чайковски)